# Georg Wenzel Ritter
Pour les articles homonymes, voir Ritter.
Georg Wenzel Ritter est un bassoniste et compositeur allemand né à Mannheim le 7 avril 1748 et mort à Berlin le 16 juin 1808.

## Biographie
Georg Wenzel Ritter naît le 7 avril 1748 à Mannheim.  
Son père, Heinrich Ritter, était bassoniste au célèbre en son temps orchestre de Mannheim, à la cour de l’électeur palatin Karl Theodor de Mannheim, futur Charles-Théodore de Bavière. Georg Wenzel rejoint le même orchestre comme bassoniste en 1764, poste qu'il occupe jusqu'en 1778. 
En 1774, il donne une série de concerts à Londres. En 1777, il rencontre Mozart à Mannheim, qu'il retrouve à Paris en avril 1778. C'est d'ailleurs pour Ritter que Mozart, qui l'estimait beaucoup comme musicien, écrit la partie de basson de la Symphonie concertante K.Anh.9/297B,. 
En 1778, au déménagement de la cour à Munich, Ritter est second basson de l'orchestre jusqu'en septembre 1788. 
À partir d'octobre 1788, il rejoint l'orchestre de la cour de Prusse de Frédéric-Guillaume II, à Berlin,. Le Musikalische Real-Zeitung le décrit à cette époque comme l'un des plus grands virtuoses de son instrument, et souligne en particulier le salaire exceptionnel de 1 600 thalers qui lui est versé. Dittersdorf loue son jeu, « incomparable ».
Georg Wenzel Ritter devient également un professeur réputé, formant notamment Carl Baermann, qui lui succédera, ou Georg Friedrich Brandt, dédicataire et créateur du Concerto pour basson de Weber.
Il reste à Berlin jusqu'à sa mort, le 16 juin 1808,.
Comme compositeur, Ritter est notamment l'auteur de deux concertos pour basson, publiés chez l'éditeur parisien Bailleux, et de six quatuors pour basson et cordes op. 1.  

## Œuvres
- Six Airs variés pour flûte et basson (Paris, 1793), perdus[7]
- Six Quatuors pour basson et cordes, op. 1, dédiés au marquis de Turpin[2],[8] (Paris, Sieber, vers 1779[9])
- Deux Concertos pour basson (Paris, Bailleux, vers 1790), perdus[7]
- Duetto, duo pour bassons[1], copie manuscrite à la bibliothèque d'État de Mecklembourg-Poméranie à Schwerin[10] (éd. moderne Accolade)
- Quartetto, pour basson et cordes, manuscrit à la bibliothèque d'État de Saxe à Dresde[11]

## Iconographie
Un portrait de Ritter a été gravé en 1805 par F. W. Bollinger, dont un exemplaire est conservé à la bibliothèque nationale d'Autriche,.

## Discographie
- Georg Wenzel Ritter, Six Quartets for Bassoon and Strings, Op. 1, Paolo Carlini (basson) et I Virtuosi Italiani String Trio, 2007, Naxos 8.570500[13].